# Фондакеллі-Фантіна

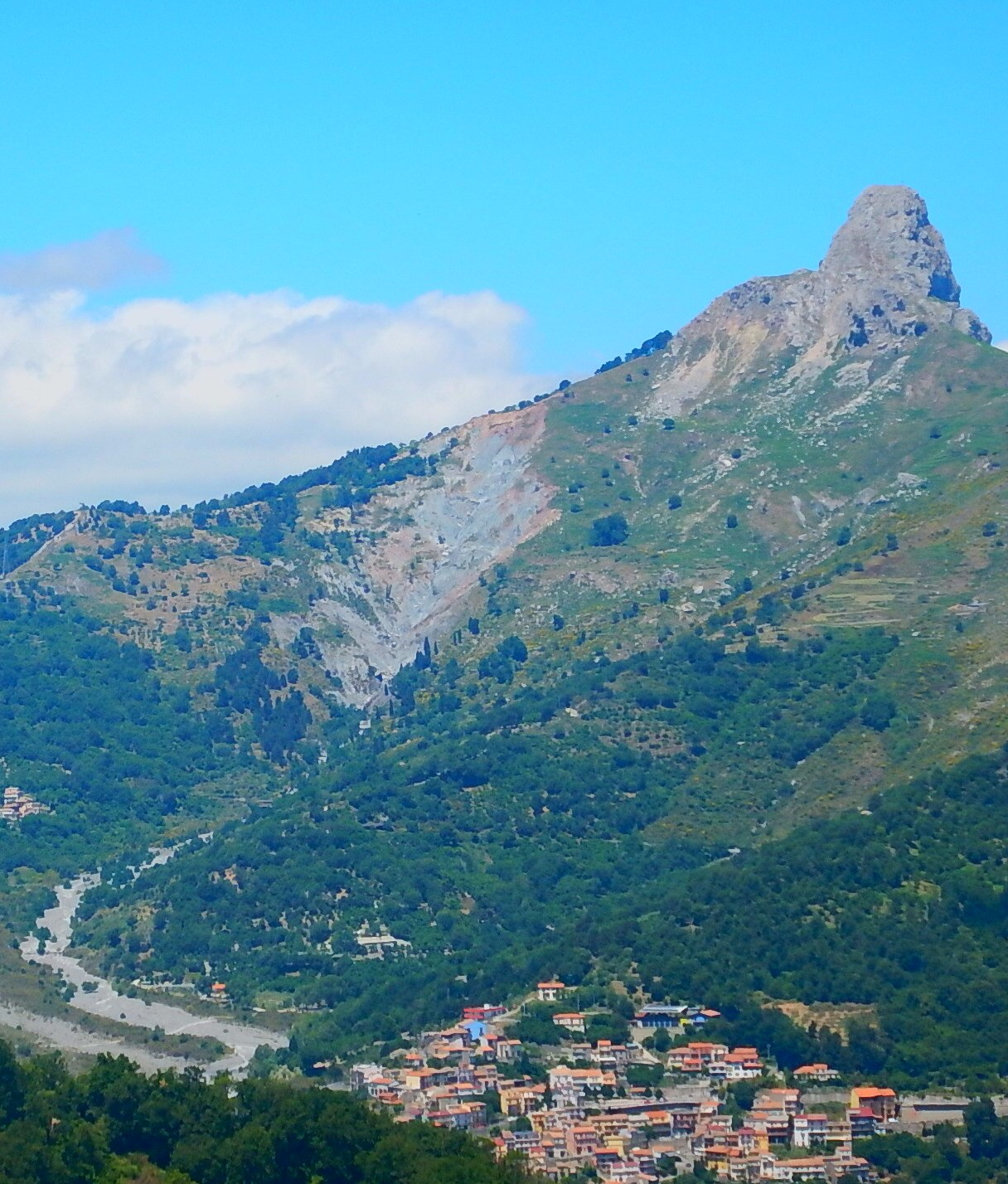
панорама Фондакеллі-Фантіна над Ла-Рокка Салватеста

Фондакеллі-Фантіна (італ. Fondachelli-Fantina, сиц. Fantina) — муніципалітет в Італії, у регіоні Сицилія,  метрополійне місто Мессіна.
Фондакеллі-Фантіна розташоване на відстані близько 500 км на південний схід від Рима, 160 км на схід від Палермо, 45 км на південний захід від Мессіни.
Населення — 1043 особи (2014).
Щорічний фестиваль відбувається 2 жовтня, другої неділі липня, 8 вересня. Покровитель — SS. Angeli Custodi e S. Maria Assunta della Provvidenza.

## Демографія
Населення за роками:

Станом на 1 січня 2023 року в муніципалітеті офіційно проживали 252 іноземці з 31 країни, серед них 23 громадяни країн Євросоюзу та 1 громадянин України.

## Сусідні муніципалітети
- Антілло
- Франкавілла-ді-Сицилія
- Новара-ді-Сицилія
- Роді-Мілічі